# Ignaz von Wechselmann

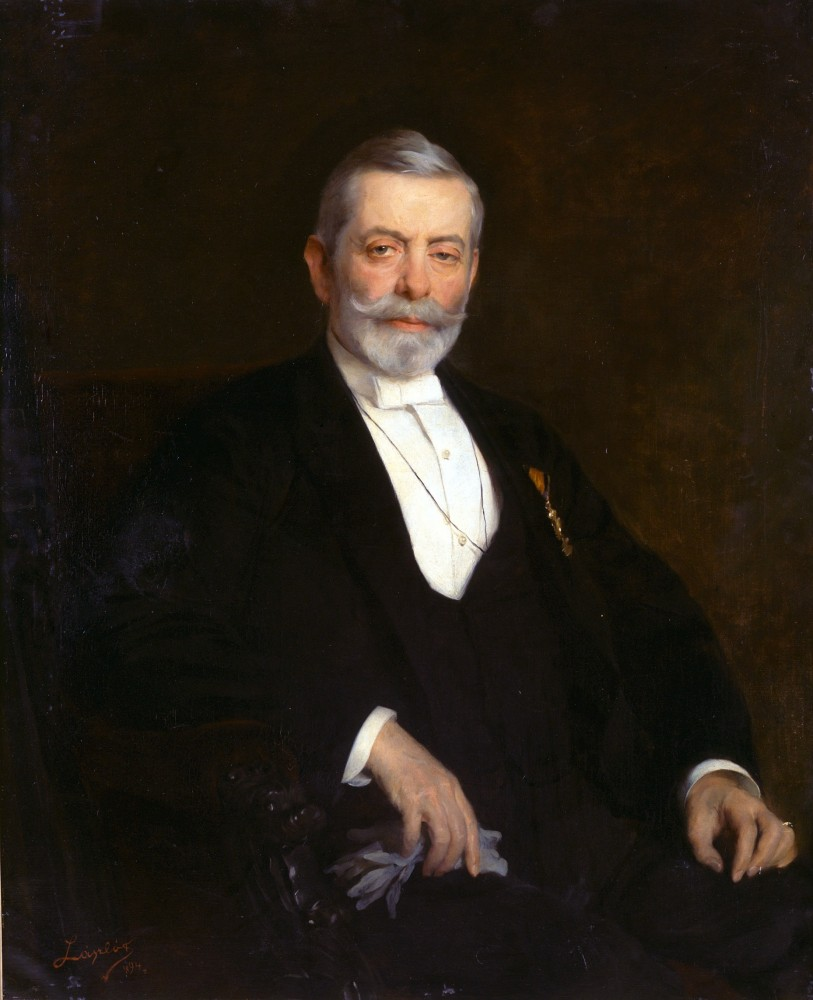
Ignaz Wechselmann auf einem Gemälde von Philip Alexius de László, um 1884

Ignaz Wechselmann, seit 1884 Ritter von Wechselmann, (ungarisch Lovag Wechselmann Ignác, * 22. September 1828 in Nicolai, Provinz Schlesien, Preußen; † 17. Februar 1903 in Budapest, Österreich-Ungarn) war ein ungarischer Architekt, Baumeister und Philanthrop.

## Leben
Wechselmann stammte aus einer armen jüdischen Familie aus Schlesien. Ein Stipendium erlaubte ihm das Studium in Berlin und Wien. In Wien lernte er den Architekten Ludwig von Förster kennen und wurde von ihm nach Pest entsandt, um dort den Bau der Großen Synagoge zu leiten. In dieser Zeit lernte er zahlreiche Architekten, wie Josef Hild und Friedrich Heszl, kennen und ließ sich 1859 dauerhaft dort nieder. Nach der Gründung eines eigenen Architekturbüros wurde er im Laufe der Jahre zu einem gesuchten Baumeister und errichtete zahlreiche Fabrikgebäude, Bahnstationen, Villen und Palais. An den meisten in den Jahren 1870 bis 1890 in Budapest erbauten Monumentalbauten war er direkt beteiligt.
Als Anerkennung für seine Dienste (u. a. am Königspalast) wurde ihm 1884 der Orden der Eisernen Krone III. Klasse verliehen, kurz darauf wurde er von König Franz Joseph I. in den ungarischen Adelsstand erhoben. Nachdem er auf einem Auge erblindet war, ging er 1890 in den Ruhestand. Da er zu großem Reichtum gekommen war, aber kinderlos verblieb, stiftete er 1,4 Millionen Kronen zur Erbauung eines Blindeninstituts, das seinen Namen erhielt. Zusätzlich stiftete er weitere drei Millionen Kronen für die Ergänzung der Renten von Volksschullehrern, von denen die eine Hälfte jüdischen und die andere Hälfte christlichen Personen zugutekommen sollte.

## Bauwerke (Auswahl)

### Als Architekt
- Synagoge in Tata, 1861
- Bajcsy-Zsilinszky út 72

### Als Baumeister
- Große Synagoge, 1854–1859
- Palais Festetics, 1862–1865
- Burggarten-Basar, 1874–1882
- Königliches Zinshaus, 1899–1902